# Super Mario Bros. 3
Super Mario Bros. 3 är ett TV-spel utvecklat av Nintendo som släpptes till Nintendo Entertainment System i Japan den 23 oktober 1988 och blev en stor försäljningsframgång över hela världen. Spelet producerades av Marios skapare Shigeru Miyamoto. Spelet är ofta sett som ett av de bästa till Nintendo Entertainment System.

## Handling
Bowser, med hjälp av sina släktingar, kallade Koopalings, har tagit över Mushroom World och förvandlat kungarna i kungadömena till olika varelser. Princess Toadstool sände Mario och Luigi för att ta tillbaka kungadömena från Bowser och förvandla tillbaka kungarna till människor igen. Samtidigt som Mario och Luigi var ute på sitt äventyr passade Bowser på att kidnappa Princess Toadstool och föra henne till sitt slott i Dark Land.

## Spelet
Spelet innehåller åtta världar (nio i Game Boy Advance-versionen) som Mario och Luigi måste ta sig igenom. Alla världar slutar med en kamp mot en Koopaling ombord på ett Airship (luftskepp) för att kunna ta tillbaka kungarikets kungs Magic Scepter (magisk spira) och förvandla honom till människa igen.
Till skillnad från Super Mario Bros. har fler Power-Ups tillkommit. Förutom Super Mario, Fire Mario och Invincible Mario, finns även Racoon Mario, P-Wing, Hammer Mario, Frog Mario, Tanooki Mario och Kuribo Mario (se nedan). Många nya fiender introducerades, som till exempel Boo (kallades Boo Diddley i Super Mario Bros. 3), Chain Chomp, Boomerang Bro. och Dry Bones.

### Power-Ups
| Power-Up          | Fås genom                  | Funktion |
| ----------------- | -------------------------- | --- |
| Small Mario       | Marios standardform        | Marios kraftlösaste form. Han förlorar ett liv så fort han nuddar en fiende. |
| Super Mario       | Super Mushroom (svamp)     | Marios fulla storlek. Kan förstöra Brick Blocks. Om han nuddar en fiende återställs han till Small Mario. |
| Eldkastande Mario | Fire Flower (eldblomma)    | Mario måste vara Super Mario för att kunna förvandla sig till Eldkastande Mario. Gör att Mario kan kasta Fireballs (eldbollar) på fienderna. |
| Invincible Mario  | Starman (stjärna)          | Mario blir oövervinnerlig för en kort stund och kan springa in i fienderna utan att förlora liv. Det enda som kan stoppa honom är en abyss (avgrund), lava eller om han blir klämd. |
| Raccoon Mario     | Super Leaf (löv)           | Gör att Mario får tvättbjörnssvans som han kan slå till fiender med. Han kan även flyga en kort stund om han kommer upp i tillräckligt hög hastighet. |
| P-Wing            | P-Wing                     | Fungerar och ser ut på liknande sätt som Raccoon Mario. Skillnaden är att han kan flyga obegränsad tid och att det står ett stort P på hans bröst. När banan avklaras förvandlas han tillbaka till Raccoon Mario (eventuellt Tanooki Mario om han hade den Power-Up:en sedan tidigare) |
| Hammer Mario      | Hammer Suit (hammardräkt)  | Gör att Mario kan kasta hammare, precis som Hammer Bro. Han kan även ducka och försvara sig mot fiender med sitt skal. |
| Frog Mario        | Frog Suit (groddräkt)      | Gör att Mario kan simma bättre, men försämrar hastigheten på land. |
| Tanooki Mario     | Tanooki Suit               | Fungerar på liknande sätt som Raccoon Mario, skillnaden är att han kan flyga och attackera med sin svans bättre. Han kan även ställa sig som en staty för en kort stund för att förvirra fienderna.                                                                                    |
| Kuribo Mario      | Från en Goomba på bana 5-3 | Marios ovanligaste Power Up. Gör att han sitter i en Kuribo's Shoe (sko) och kan hoppa på taggiga fiender. |

## Tvåspelarläge
Det finns även ett läge där två spelare kan spela. Först spelar den första spelaren en bana och om han/hon klarar banan eller förlorar ett liv, är det den andras tur. Om den spelaren väljer samma bana som den andra redan har spelat på, möts de båda på en bana liknande Mario Bros.

## Nyutgivningar och remakes
Spelet släpptes senare i Super Mario All-Stars till Super Nintendo Entertainment System, tillsammans med Super Mario Bros., Super Mario Bros. 2 och Super Mario Bros.: The Lost Levels. Alla spelen fick då förbättrad grafik, musik och ljudeffekter.
Spelet släpptes även till Game Boy Advance under namnet Super Mario Advance 4: Super Mario Bros. 3. Spelet hade ungefär samma grafik och ljud som Super Mario All-Stars-versionen. Om spelaren har en e-Reader finns det även speciella kort till spelet som låser upp fler föremål och banor, som inte finns i originalet.
2016 fanns spelet med på Nintendo Classic Mini.

### Fotnoter
1. ↑  Nintendo Magasinet. Power Player 11/12, Sida 27-32 Recension: Super Mario Bros 3 NES.
2. 1 2 3  Nintendo Magasinet. Nintendo Magasinet Nr 6/7 1991, sida 38-40.
3. ↑  ”Nintendo släpper miniversion av klassiska NES”. Dagens nyheter. 15 juli 2016. http://www.dn.se/ekonomi/nintendo-slapper-miniversion-av-klassiska-nes/. Läst 17 mars 2017.